# Born to Make You Happy
"Born to Make You Happy" är en sång av den amerikanska sångerskan Britney Spears och lanserades i Europa som den fjärde singeln från hennes debutalbum ...Baby One More Time. Sången släpptes i slutet av 1999 och början av 2000 i Kanada och Europa. I Förenta staterna och Australien blev singeln aldrig släppt, utan i stället blev From the Bottom of My Broken Heart släppt som den fjärde och sista singeln från ...Baby One More Time.